# Емилиан (светец)
Вижте пояснителната страница за други личности с името Емилиан.
Свети Емилиан (Saint Aemilianus, Aemilius) е лекар и мъченик от 5 век. Римокатолическата църква го чества на 6 декември, гръцката църква на 7 декември.
Той живее по времето на арианския вандалски крал Хунерик (477 – 484) в Африка. Емилиан не става арианин и е убит през 484 г.